# Timothy Fayulu
 (mars 2025).
Timothy Fayulu, né le 24 juillet 1999 à Genève, est un footballeur congolais (RDC) qui évolue au poste de gardien de but au FC Sion.

## Biographie

### Débuts et formation
Timothy Fayulu, né le 24 juillet 1999 à Genève, commence le football en Suisse avec le CS Italien GE, puis au Servette FC et à l'Olympique de Genève. Le 23 février 2018, Fayulu est prêté pour 6 mois chez les U21 du FC Sion il dispute 4 matchs avec le club suisse. Le 31 juillet 2018, il est prêté de nouveau chez les U21 du FC Sion il dispute 16 matchs et 5 cleans sheets.

### FC Sion
Le 18 juillet 2019, Timothy Fayulu s'engage avec le FC Sion.
Il fait ses débuts avec le FC Sion le 22 mai 2019, lors d'une victoire 3-0 à l'extérieur lors de la 35e journée de Super League contre le Grasshopper Club Zurich, il effectue notamment son premier clean sheet.

### FC Winterthour
Timothy Fayulu est prêté au FC Winterthour pendant la saison 2022-2023.

### Parcours en sélection
Timothy Fayulu est international junior congolais (RDC) et suisse ayant joué pour le RD Congo -17 ans pendant l'année 2015 il est aussi appelé avec la Suisse -20 ans et la Suisse espoirs mais il n'effectue aucun match. Le 4 novembre 2019, Timothy Fayulu est sélectionné dans la liste du RD Congo par Christian N'Sengi,.